# Senesino
Pour les articles homonymes, voir Bernardi.

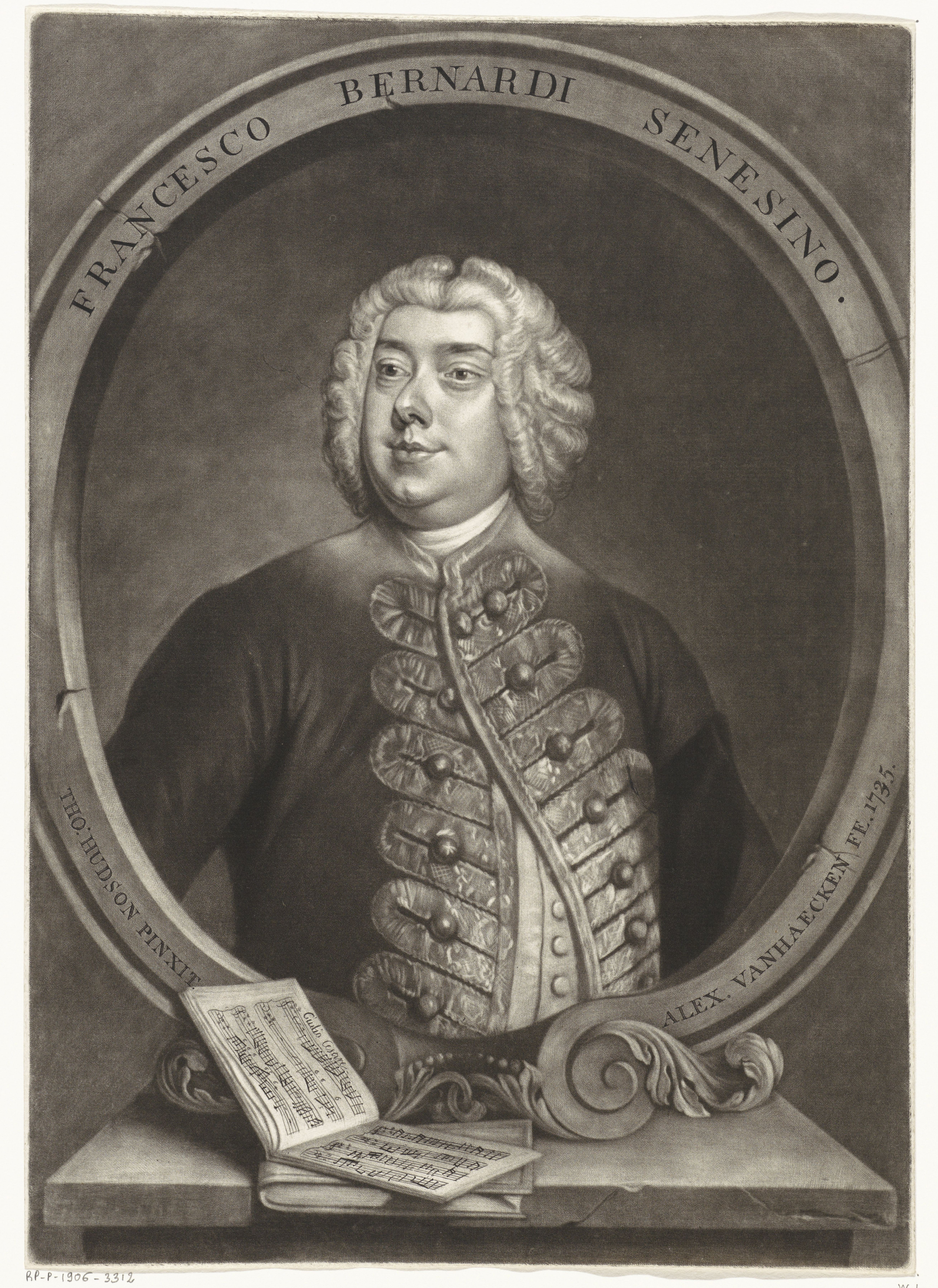
Il Senesino

Francesco Bernardi, dit Senesino ou Il Senesino, est un castrat contralto italien, né à Sienne le 31 octobre 1686 et mort dans la même ville le 27 novembre 1758.

## Éléments biographiques
Senesino tira son surnom de sa ville natale, Sienne. Il fit ses débuts en 1707 à Venise. En 1717, il fut engagé par l'Opéra de la cour de Dresde, où Georg Friedrich Haendel l'entendit chantant dans Teofane de Lotti. Senesino fut congédié de son emploi à Dresde après avoir déchiré la partition d'un autre chanteur sur scène. Haendel l'engagea alors pour chanter à l'Académie Royale de Musique à Londres. Il resta au service de l'Académie et joua un rôle essentiel dans les opéras de Haendel. Il rejoignit cependant la troupe rivale, le Nobility Opera, au sein de laquelle il chantera avec Farinelli et le compositeur Porpora peu de temps avant la faillite des deux compagnies en 1733. Il a ensuite été engagé par Jean-Laurent de La Viéville, seigneur de  Francine, directeur de l'Académie Royale de Musique, pour donner douze concerts dès juillet 1723.

## Rôles interprétés
Senesino créa le rôle-titre ou l'un des rôles principaux de nombreux opéras de Haendel, dont :
- Giulio Cesare in Egitto (rôle-titre)
- Andronico (dans l'opéra Tamerlano)
- Bertarido (dans l'opéra Rodelinda)
- Scipio (Scipion)
- Admeto (rôle-titre)
- Alessandro (rôle-titre)
- Poro (rôle-titre)
- Sosarme
- Ezio (rôle-titre)
- Orlando (rôle-titre)
- Guido (dans l'opéra Flavio)
- Barak (dans l'oratorio Deborah)

Il incarne également Lotario, empereur germanique dans Carlo re d'Allemagna d'Alessandro Scarlatti, lors de sa création napolitaine en janvier 1716.